# Mathilde Vischer
 (janvier 2021).
La mise en forme du texte ne suit pas les recommandations de Wikipédia : il faut le « wikifier ».
Les points d'amélioration suivants sont les cas les plus fréquents. Le détail des points à revoir est peut-être précisé sur la page de discussion.
- Les titres sont pré-formatés par le logiciel. Ils ne sont ni en capitales, ni en gras.
- Le texte ne doit pas être écrit en capitales (les noms de famille non plus), ni en gras, ni en italique, ni en « petit »…
- Le gras n'est utilisé que pour surligner le titre de l'article dans l'introduction, une seule fois.
- L'italique est rarement utilisé : mots en langue étrangère, titres d'œuvres, noms de bateaux, etc.
- Les citations ne sont pas en italique mais en corps de texte normal. Elles sont entourées par des guillemets français : « et ».
- Les listes à puces sont à éviter, des paragraphes rédigés étant largement préférés. Les tableaux sont à réserver à la présentation de données structurées (résultats, etc.).
- Les appels de note de bas de page (petits chiffres en exposant, introduits par l'outil «  Source ») sont à placer entre la fin de phrase et le point final[comme ça].
- Les liens internes (vers d'autres articles de Wikipédia) sont à choisir avec parcimonie. Créez des liens vers des articles approfondissant le sujet. Les termes génériques sans rapport avec le sujet sont à éviter, ainsi que les répétitions de liens vers un même terme.
- Les liens externes sont à placer uniquement dans une section « Liens externes », à la fin de l'article. Ces liens sont à choisir avec parcimonie suivant les règles définies. Si un lien sert de source à l'article, son insertion dans le texte est à faire par les notes de bas de page.
- La présentation des références doit suivre les conventions bibliographiques. Il est recommandé d'utiliser les modèles {{Ouvrage}}, {{Chapitre}}, {{Article}}, {{Lien web}} et/ou {{Bibliographie}}. Le mode d'édition visuel peut mettre en forme automatiquement les références.
- Insérer une infobox (cadre d'informations à droite) n'est pas obligatoire pour parachever la mise en page.

Pour une aide détaillée, merci de consulter Aide:Wikification.
Si vous pensez que ces points ont été résolus, vous pouvez retirer ce bandeau et améliorer la mise en forme d'un autre article.
Mathilde Vischer Mourtzakis, née en 1974, est une poétesse, traductrice et universitaire suisse.

## Biographie
Née à Genève en 1974, elle est traductrice, poétesse, chercheuse et enseignante à la Faculté de traduction et d'interprétation de l'Université de Genève depuis 2013. Elle a consacré sa thèse de doctorat (publiée aux éditions Kimé en 2009,) au rapport entre traduction et écriture chez les poètes Philippe Jaccottet et Fabio Pusterla. Ses principales publications universitaires portent sur la traduction de la poésie et sur les liens entre écriture, traduction, écriture bilingue et autotraduction,,,,. Elle-même a traduit des poètes contemporains de l'allemand (Felix Philipp Ingold) et de l'Italien (Fabio Pusterla, Alberto Nessi, Lou Lepori, Massimo Gezzi, Elena Jurissevich, Leopoldo Lonati) vers le français. De 2001 à 2011, elle fait partie du Comité de rédaction de la Revue de Belles-Lettres et collabore aux revues Culturactif.ch, Feuxcroisés et Viceversa littérature ; de 2001 à 2006, elle est assistante au Centre de traduction littéraire de Lausanne et de 2009 à 2011, elle travaille pour les éditions Metropolis.
En 2014, elle publie son premier livre de poèmes en prose, Lisières, qui reçoit le Prix Terra Nova de la Fondation Schiller 2015 et le Prix Louis-Guillaume : « Construit en trois parties, Lisières évoque un deuil, celui d’un enfant à naître dont le cœur soudain s’est arrêté. La lisière, c’est celle entre la vie et la mort, la pensée et le corps, le monde familier et celui, sauvage, de la forêt toujours proche ». En 2019, paraît Comme une étoile qui tombe dans la nuit,,, qui « fait d’une expérience très intime un récit qui touchera chacun dans ce qu’il a d’essentiel ».
Elle est membre du Comité scientifique de Babel, festival de littérature et de traduction, du Comité scientifique de la collection des « Cahiers de poésie bilingue » (Presses Sorbonne Nouvelle-Paris 3) et du Jury du Prix Pittard de l'Andelyn.

## Œuvres

### Essais
- Mathilde Vischer, Philippe Jaccottet traducteur et poète: une esthétique de l'effacement, Centre de traduction littéraire de Lausanne, 2003[20].
- Mathilde Vischer, La traduction, du style vers la poétique: Philippe Jaccottet et Fabio Pusterla en dialogue, Paris, Éditions Kimé, 2009.

### Traductions
- Felix Philipp Ingold (de) (trad. Mathilde Vischer), De nature - Restnatur, Editions Empreintes, 2001.
- Fabio Pusterla (trad. Mathilde Vischer), Me voici là dans le noir, Editions Empreintes, 2001.
- Fabio Pusterla (trad. Mathilde Vischer), Une voix pour le noir (Poésies), Éditions d'en bas, 2001.
- Fabio Pusterla (trad. Mathilde Vischer), Les choses sans histoire - Le cose senza storia, Editions Empreintes, 2002.
- Alberto Nessi (trad. Mathilde Vischer), Algues noires - Alghe nere, m.e.e.t., 2003.
- Lou Lepori (trad. Mathilde Vischer), De rage - Di rabbia, edizioni Sottoscala, 2009.
- Fabio Pusterla (trad. Mathilde Vischer), Luogo basso, edizioni Sottoscala, 2009.
- Lou Lepori (trad. Mathilde Vischer), Quel que soit le nom - Qualunque sia il nome, Éditions d'en bas, 2010.
- Fabio Pusterla (trad. Mathilde Vischer), Storie dell'armadillo - Histoires du tatou, Éditions Zoé, 2010.
- Massimo Gezzi (trad. Mathilde Vischer), In altre forme, En d'autres formes, In andere Formen (dix poèmes en trois langues), Transeuropa, Massa, 2011.
- Elena Jurissevich (trad. Mathilde Vischer), Ce qui reste du ciel, Samizdat, 2012.
- Leopoldo Lonati (trad. Mathilde Vischer et Lou Lepori), La parole che so/ Les mots que je sais, Lausanne, Éditions d'en bas/CTL/SPS, 2014.
- Fabio Pusterla (trad. Mathilde Vischer), Pierre après pierre (anthologie de poèmes), MétisPresses, 2017.

### Poésie
- Mathilde Vischer, Lisières, Dijon, p.i.sage intérieur, 2014Prix Terra Nova; Prix Louis-Guillaume.
- Mathilde Vischer, Comme une étoile tombe dans la nuit, Orbe, Samizdat, 2019.
- Lisières/Margini, édition bilingue, version italienne par Lou Lepori, préface de Fabio Pusterla, Bellinzona, Edizioni Sottoscala, 2023
- Come una stella cade nella notte, traduzione italiana di Luciana Cisbani e Natalia Proserpi, Livorno, Valigie Rosse, 2023